# 레티시아 칼데론
레티시아 칼데론(Leticia Calderón, 1968년 7월 15일 ~ )은 멕시코의 배우이다.